# Canal 1 (Colombia)
Canale 1 (in spagnolo: Canal 1) è un canale pubblico colombiano.

## Storia
Ha iniziato a trasmettere il 13 giugno 1954 su Canale 8 a Bogotà. È di proprietà dello stato ed è gestita da "Radio Televisión Nacional de Colombia" e da aziende private.
Nel 1963 divenne gestione di Inravisión e passò da Canale 8 a Canale 7 di Bogotà. Fino al 1966, quando il canale privato Teletigre andava in onda,Canal Nacional era l'unico canale televisivo nazionale in Colombia.
Nel 1972 divenne Primera Cadena ("Prima Rete") e divenne canale nazionale. Nel 1980 divenne Cadena Uno ("Rete Uno", a volte scritto Cadena 1) e ha acquisito l'attuale denominazione il 1º gennaio 1998.
Dal luglio 1998, quando i canali privati Caracol TV e RCN TV hanno iniziato a trasmettere, gli ascolti per i canali statali Canal Uno e Canal A, sono costantemente diminuiti. Questo e la recessione economica del tardo 1990 ha colpito pesantemente le compagnie che producevano programmi televisivi e dopo essere fallite sono diventate parte della società di Caracol TV e RCN TV. Canal Uno fu colpito di meno rispetto a Canal A, che divenne Canal Istitucional, un canale controllato dallo stato, nel novembre 2003.RTI Colombia, l'unica compagnia rimanente sul Canal A si spostò a Canal Uno e rimase lì fino al 2008.
A partire dal 2009, Colombiana de Televisión, NTC Televisión, CM&, Jorge Barón Televisión e Sportsat sono le compagnie televisive che riempiono la programmazione di Canal Uno.
Nel febbraio 2014 viene presentato un nuovo logo relativo alla presentazione del cambiamento del suo sistema di trasmissione ad alta definizione (o HD)
Venerdì 14 luglio è stato rivelato quale sarebbe la nuova immagine di Canal Uno, in modo che le persone fanno idee sul logo e dicono che vogliono vedere. Sabato 29 luglio è stata rivelata l'immagine finale dei colori di canale (giallo, arancio, rosso, viola e viola). Mercoledì 9 agosto è il rilascio ai media, e Lunedi 14, sarà lanciato ufficialmente in Colombia.

## Compagnie per Canal Uno

### L'offerta televisiva di Cadena 1 (1992 - 1997)
- Caracol Televisión (su canale privato dal 10 luglio 1998)
- RTI Televisión
- Jorge Barón Televisión
- Producciones Tevecine
- Producciones Cinevisión (fino a ottobre 1995)
- Universal Televisión, poi unitV nel 1996.
- Proyectamos Televisión
- Nuevos Días Televisión
- Prego Televisión (Notiziario nazionale)
- 24 Horas Televisión (Notiziario 24 ore)
- CM& Televisión (Notiziario CM&)
- NTC Televisión (Notizie NTC)
- Datos y Mensajes (Notizie TV oggi)
- Audiovisuales

### L'offerta televisiva di Canale Uno (1998-2003)
- Cenpro Televisión (fino al 29 settembre 2000)
- Producciones Tevecine (liquidata il 3 marzo 2000)
- Jorge Barón Televisión
- Producciones JES (rimasta fino al 15 settembre 2000)
- Colombiana de Televisión
- Producciones PUNCH (fino al 19 maggio 2000)
- Producciones Bernardo Romero Pereiro
- 24 Horas Televisión (Notiziario 24 ore) (fino al gennaio 2000)
- Programar Televisión (Notiziario delle 7:00) (fusa con NTC come "Rete Indipendente" nel 2003)
- CM& Televisión
- UniTV (rimase fino al 10 febbraio 2002) (fusa con NTC come "Rete Indipendente")
- NTC Televisión (NTC Noticias, Noticias Uno)
- Audiovisivo

### L'offerta televisiva di Canale Uno (2004-2013)
- Colombiana de Televisión-NTC Televisión
- R.T.I. Televisión-Programar Televisión
- Jorge Barón Televisión-Sportsat Televisión
- CM& Televisión

### Estensione programmatori (2014-2017)
- Colombiana de Televisión-NTC Televisión
- Jorge Barón Televisión-Sportsat Televisión
- CM& Televisión
- RTVC Sistema de Medios Públicos

### L'offerta televisiva di Canale Uno (2017-2037)
Plural Comunicaciones S.A.S. società composta da:
- CM& Televisión (20%)
- NTC Televisión (20%)
- R.T.I. Televisión (20%)
- Hemisphere Media Group (40%)

## Ascolti
| Anno | Share | Ranking |
| ---- | ----- | ------- |
| 1998 | 31.5% | 2       |
| 1999 | 17.0% | 3       |
| 2000 | 10.7% | 3       |
| 2001 | 5.6%  | 3       |
| 2002 | 3.8%  | 3       |
| 2003 | 3.23% | 3       |
| 2004 | 3.1%  | 3       |
| 2005 | 2.3%  | 3       |
| 2006 | 2.0%  | 3       |
| 2007 | 2.3%  | 3       |
| 2008 | 2.1%  | 3       |